# Liste d'enseignes de la grande distribution en Allemagne
Pour un article plus général, voir Liste d'enseignes de la grande distribution en Europe.
Cet article présente la liste d'enseignes de la grande distribution en Allemagne.

## Liste d'enseignes

### Supermarchés

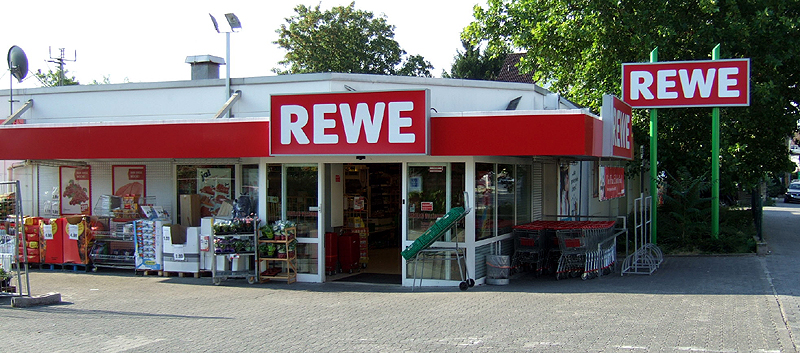
Un supermarché de l'enseigne REWE

- Aktiv Discount (disparu en 2015, Edeka)
- Alnatura
- Akzenta
- Combi
- Edeka Aktiv Markt (Edeka)
- Edeka Neukauf (Edeka)
- Extra (disparu en 2009, Metro AG)
- Famila
- Fegros
- Feneberg
- Kaiser's (disparu en 2017, Tengelmann Group)
- Mix-Markt
- Migros (Migros-Genossenschaft) (disparu)
- Novo
- Plaza (disparu en 2019, coop eG)
- Ratio (EDEKA)
- REWE (Rewe Group)
- Selgros
- Sky (disparu en 2019, coop eG)
- SPAR (Edeka)
- Tegut (Migros-Genossenschaft)
- Tengelmann (disparu en 2017)
- Toom (de) (Rewe Group)
- V-Markt
- Wandmaker (disparu en 2006)

### Hard-discount
- Aldi
- Lidl
- Mere
- Netto Marken-Discount (de) (Edeka)
- Norma
- Penny (Rewe Group)

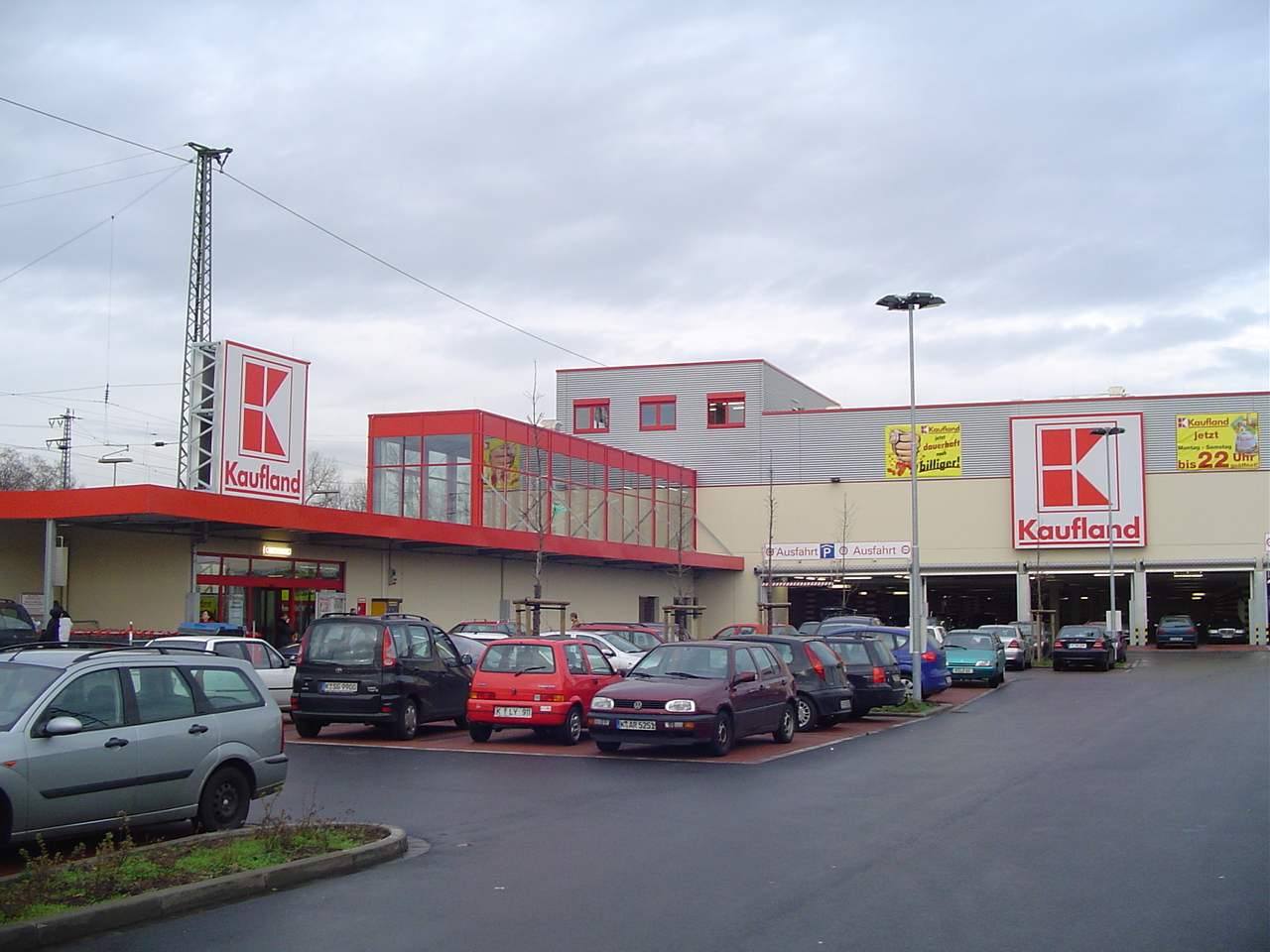
Un hypermarché de l'enseigne Kaufland à Cologne

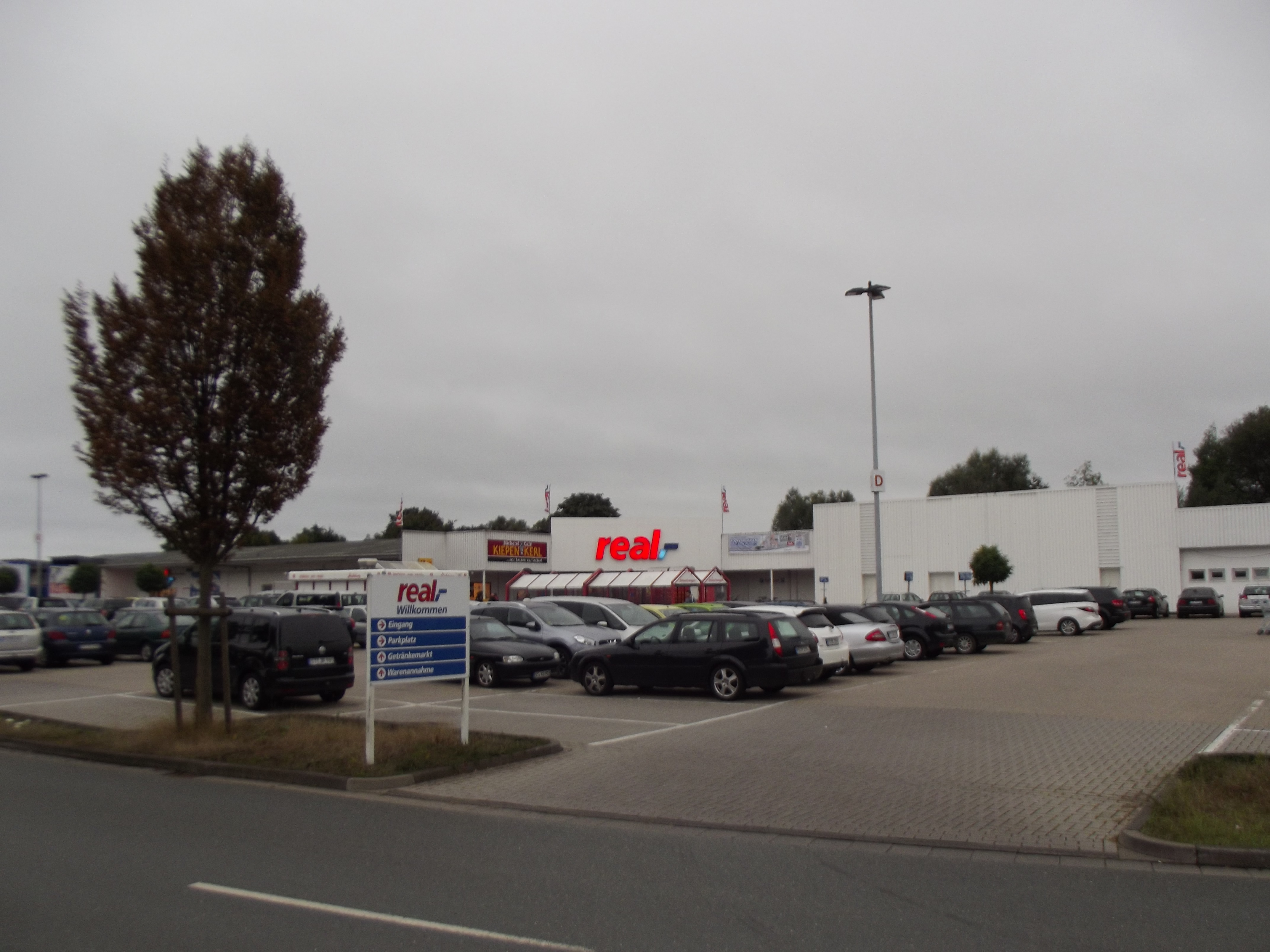
Un hypermarché de l'enseigne Real à Nordwalde

- Plus (disparu en 2010, Tengelmann Group)

### Hypermarchés
- E-Center (Edeka)
- Globus
- Marktkauf
- Metro (Metro AG) (pour les professionnels)
- Real (SCP Group)
- REWE Center
- Kaufland (Schwarz)